# McLaren MP4-31
McLaren MP4-31 je vůz formule 1 týmu McLaren Honda pro rok 2016. Vozidlo v této sezóně pilotovali mistr světa z let 2005 a 2006 Španěl Fernando Alonso a mistr světa z roku 2009 Brit Jenson Button, kteří byli doplněni rezervním jezdcem Belgičanem Stoffelem Vandoornem. Ten na jeden závod nahradil kolegu Fernanda Alonsa. Vůz je poháněn druhým motorem Hondy od návratu do formule 1 - pohonnou jednotkou RA616H. Jedná se o poslední vůz týmu McLaren s předponou "MP4" v názvu. Tato změna byla způsobena odchodem Rona Dennise z týmu.

## McLaren
- Model: McLaren MP4-31
- Rok výroby: 2016
- Země původu: Velká Británie
- Konstruktér: Peter Prodromou, Tim Goss, Matt Morris
- Debut v F1: Grand Prix Austrálie 2016

## Výsledky v sezóně 2016
| Legenda k tabulce | Legenda k tabulce                                                                       |
| Barva             | Výsledek                                                                                |
| ----------------- | --------------------------------------------------------------------------------------- |
| Zlatá             | Vítěz                                                                                   |
| Stříbrná          | 2. místo                                                                                |
| Bronzová          | 3. místo                                                                                |
| Zelená            | Bodované umístění                                                                       |
| Modrá             | Nebodované umístění                                                                     |
| Modrá             | Dokončil neklasifikován (NC)                                                            |
| Fialová           | Odstoupil (Ret)                                                                         |
| Červená           | Nekvalifikoval se (DNQ)                                                                 |
| Červená           | Nepředkvalifikoval se (DNPQ)                                                            |
| Černá             | Diskvalifikován (DSQ)                                                                   |
| Bílá              | Nestartoval (DNS)                                                                       |
| Bílá              | Závod zrušen (C)                                                                        |
| Světle modrá      | Pouze trénoval (PO)                                                                     |
| Světle modrá      | Páteční testovací jezdec (TD)                                                           |
| Bez barvy         | Netrénoval (DNP)                                                                        |
| Bez barvy         | Vyřazen (EX)                                                                            |
| Bez barvy         | Nepřijel (DNA)                                                                          |
| Bez barvy         | Odvolal účast (WD)                                                                      |
| Bez barvy         | Nezúčastnil se (prázdné)                                                                |
| Označení          | Význam                                                                                  |
| Tučnost           | Pole position                                                                           |
| Kurzíva           | Nejrychlejší kolo                                                                       |
| †                 | Jezdec nedojel do cíle, ale byl klasifikován, protože odjel více než 90 % délky závodu. |
| ‡                 | Byl udělován poloviční počet bodů, protože bylo odjeto méně než 75 % délky závodu.      |
| Horní index       | Umístění bodujících jezdců ve sprintu                                                   |

| Rok  | Šasi           | Motor                | Pneu | No. | Jezdci    | 1   | 2   | 3   | 4   | 5   | 6   | 7   | 8   | 9   | 10  | 11  | 12  | 13  | 14  | 15  | 16  | 17  | 18  | 19  | 20  | 21  | Body | Umístění |
| ---- | -------------- | -------------------- | ---- | --- | --------- | --- | --- | --- | --- | --- | --- | --- | --- | --- | --- | --- | --- | --- | --- | --- | --- | --- | --- | --- | --- | --- | ---- | -------- |
| 2016 | McLaren MP4-31 | Honda RA615H 1.6 V6t | P    |     |           | AUS | BHR | CHN | RUS | ESP | MON | CAN | EUR | AUT | GBR | HUN | GER | BEL | ITA | SIN | MAL | JPN | USA | MEX | BRA | ABU | 76   | 6.       |
| 2016 | McLaren MP4-31 | Honda RA615H 1.6 V6t | P    | 14  | Alonso    | Ret |     | 12  | 6   | Ret | 5   | 11  | Ret | 18† | 13  | 7   | 12  | 7   | 14  | 7   | 7   | 16  | 5   | 13  | 10  | 10  | 76   | 6.       |
| 2016 | McLaren MP4-31 | Honda RA615H 1.6 V6t | P    | 22  | Button    | 14  | Ret | 13  | 10  | 9   | 9   | Ret | 11  | 6   | 12  | Ret | 8   | Ret | 12  | Ret | 9   | 18  | 9   | 12  | 16  | Ret | 76   | 6.       |
| 2016 | McLaren MP4-31 | Honda RA615H 1.6 V6t | P    | 47  | Vandoorne |     | 10  |     |     |     |     |     |     |     |     |     |     |     |     |     |     |     |     |     |     |     | 76   | 6.       |